# Montpellier HSC (damer)
Montpellier Hérault Sport Club (Section féminine) är damsektionen i Montpellier HSC. Man spelar i den högsta serien i Frankrike. Klubbens färger är blå och orange.   

## Spelare
Spelartruppen 2015/2016 så som den såg ut 2015-07-04.
| Nr | Land      | Position    | Spelare             | Födelsedatum     | I klubben sedan | Kom från      |
| -- | --------- | ----------- | ------------------- | ---------------- | --------------- | ------------- |
| 1  | Frankrike | Målvakt     | Solène Durand       | 20 november 1994 | 2009/2010       |               |
| 16 | Frankrike | Målvakt     | Laetitia Philippe   | 30 april 1991    | 2007/2008       |               |
| 3  | Frankrike | Försvarare  | Kelly Gadea         | 16 december 1991 | 2010/2011       | Saint Etienne |
| 4  | Frankrike | Försvarare  | Marion Torrent      | 17 april 1992    | 2007/2008       |               |
| 11 | USA       | Försvarare  | Genessee Daughetee  | 28 augusti 1992  |                 |               |
| 13 | Frankrike | Försvarare  | Marion Romanelli    | 24 juli 1996     |                 |               |
| 23 | Sverige   | Försvarare  | Linda Sembrant      | 15 maj 1987      |                 |               |
| 26 | Frankrike | Försvarare  | Sakina Karchaoui    | 26 januari 1996  |                 |               |
| 7  | Japan     | Mittfältare | Rumi Utsugi         | 5 december 1988  | 2010/2011       |               |
| 8  | Frankrike | Mittfältare | Sandie Toletti      | 31 juli 1995     |                 |               |
| 10 | Brasilien | Mittfältare | Andressa Alves      | 10 november 1992 |                 |               |
| 14 | Spanien   | Mittfältare | Virginia Torrecilla | 4 september 1994 |                 |               |
| 17 | Sverige   | Mittfältare | Sofia Jakobsson     | 23 april 1990    |                 |               |
| 9  | Frankrike | Anfallare   | Laëtitia Tonazzi    | 31 januari 1981  |                 |               |
| 19 | Frankrike | Anfallare   | Meryll Wenger       | 3 oktober 1994   | 2009/2010       |               |
| 20 | Frankrike | Anfallare   | Viviane Asseyi      | 20 november 1993 | 2009/2010       |               |
| 21 | Frankrike | Anfallare   | Valérie Gauvin      | 1 juni 1996      |                 |               |
| 22 | Frankrike | Anfallare   | Marina Makanza      | 1 juli 1991      | 2013/2014       | SC Fribourg   |
| 24 | Frankrike | Anfallare   | Lindsey Thomas      | 27 april 1995    | 2012/2013       |               |